# Wybory parlamentarne na Malediwach w 2014 roku
Wybory parlamentarne na Malediwach w 2014 roku odbyły się 22 marca. Do parlamentu wybieranych było 85 deputowanych spośród 302 kandydatów w okręgach jednomandatowych, systemem ordynacji większościowej.
| Partia                                | L. głosów      | %    | Mandaty | +/– |
| ------------------------------------- | -------------- | ---- | ------- | --- |
| Progresywna Partia Malediwów          |                | 40,0 | 34      | +34 |
| Demokratyczna Partia Malediwów        |                | 28,2 | 24      | –2  |
| Partia Republikańska                  |                | 18,8 | 16      | +15 |
| Sojusz Rozwoju Malediwów              |                | 5,9  | 5       | +5  |
| Partia Sprawiedliwości                |                | 1,2  | 1       | +1  |
| Niezależni                            |                | 5,9  | 5       | –8  |
| Głosy nieważne                        |                | –    | –       | –   |
| Łącznie                               |                | 100  | 85      | +8  |
| Uprawnionych do głosowania/frekwencja | 240 652/75,32% |      | –       | –   |
| Źródło: Haveeru                       |                |      |         |     |